# Леонид Кацамунски
Леонид (Ленко) Атанасов Кацамунски е български офицер, генерал-майор от Държавна сигурност. Баща на журналистката Анна Заркова и дядо на политика от БСП и министър на правосъдието Крум Зарков.

## Биография
Ленко Кацамунски е роден в Плевен на 6 март 1936 г. Баща му Атанас Кацамунски е деец на БКП и съратник на Димитър Благоев. При кръщенето през 1943 г. е преименуван на Леонид. Първоначално учи във Военноморското училище, но се отказва. Завършва Юридическия факултет на Софийския университет и работи като съдия и прокурор в Пазарджик и Велинград. Работи като прокурор в Софийска градска прокуратура, след това преминава на работа в МВР. Бил е началник на Главното следствено управление на МВР от 1990 до 1992 г. Работи известно време като съдия и прокурор. Бил е официален кореспондент на България в ООН по превенция на престъпността. През 1984 г. е един от консултантите на филма Опасен чар.
Братовчед е на художника Йордан Кацамунски и също рисува.